# House Arrest
House Arrest är en amerikansk långfilm från 1996 i regi av Harry Winer, med Kyle Howard, Herbert Russell, Jamie Lee Curtis och Kevin Pollak i rollerna.

## Rollista
| Kyle Howard          | – Gregory Alan 'Grover' Beindorf |
| Herbert Russell      | – T.J. Krupp                     |
| Jamie Lee Curtis     | – Janet Beindorf                 |
| Kevin Pollak         | – Ned Beindorf                   |
| Amy Sakasitz         | – Stacy Beindorf                 |
| Mooky Arizona        | – Matt Finley                    |
| Caroline Aaron       | – Louise Finley                  |
| Alex Seitz           | – Jimmy Finley                   |
| Josh Wolford         | – Teddy Finley                   |
| Wallace Shawn        | – Victor 'Vic' Finley            |
| Jennifer Love Hewitt | – Brooke Figler                  |
| Patrika Darbo        | – Cafetaria Cashier              |
| Ray Walston          | – Chief Rocco                    |
| Christopher McDonald | – Donald Krupp                   |
| Colleen Camp         | – Mrs. Burtis                    |
| Ben Stein            | – Ralph Doyle                    |
| Jennifer Tilly       | – Cindy Figler                   |